# 에이프릴 볼비
에이프릴 볼비(April Bowlby, 1980년 7월 30일 ~ )는 미국의 배우이다.

## 출연 작품
- 리유니온 (2018)
- 체인지 디바 5 (2013)
- 체인지 디바 4 (2012)
- 프롬 프라다 투 나다 (2011)
- 체인지 디바 3 (2011)
- 더 슬래민스 새먼 (2009)
- 체인지 디바 1 (2009)
- 올 로드 리드 홈 (2008)
- 샌드 오브 오브리비언 (2007)
- 두 남자와 1/2 시즌4 (2006)
- 세 남자의 동거 시즌3 (2005)
- 내가 그녀를 만났을 때 1 (2005)
- 두 남자와 1/2 시즌1 (2003)
- CSI 라스베가스 시즌1 (2000)